# 喬治瑪莉
喬治瑪莉是台灣第一張現金卡，英文名稱為「George & Mary」，以臺語的諧音「借錢免利」命名。

## 歷史
1999年7月，台灣歷經過亞洲金融風暴後，銀行企業的金融獲利逐漸緊縮，當時就任萬泰銀行董事長的許勝發前往日本考察時，發現日本獲利前十大的大型銀行企業中，有三家銀行都靠小額信貸的放款業務方式獲利；許勝發因此得到靈感，與兒子許顯榮將這項金融獲利方式引進台灣，首次發行了台灣的第一張現金卡「喬治瑪莉」。
2001年，喬治瑪麗現金卡問世兩年後，萬泰銀行的獲利攀上高峰，同時創下罕見的股價大漲八倍之奇蹟，從此開啟了台灣現金卡的先驅。之後其它銀行業者紛紛投入雙卡業務的開發並採取同樣的命名模式，例如土地銀行的「春嬌志明現金卡」、華南銀行的「轉運Color現金卡」、台新銀行的「Story現金卡」及中國信託的「Wish現金卡」等等。

## 相關項目
- 安以軒（喬治瑪莉廣告代言人）
- 潘瑋柏（喬治瑪莉廣告代言人）